# Chuck Hagel
Charles Timothy "Chuck" Hagel (4 de outubro de 1946, Nebraska) é um político americano que serviu como Secretário de Defesa dos Estados Unidos de 2013 a 2015. Ele também foi Senador por seu estado natal, de 1997 até 2009.
No seu serviço militar consta uma passagem pelo Vietnã, onde serviu em combate como líder de esquadrão. Quando retornou da guerra, começou uma carreira como empresário e depois político. Ele co-fundou uma empresa chamada Vanguard Cellular, que era sua principal renda, servindo também como presidente de um grupo de investidores (o McCarthy Group) e foi chefe da American Information Systems Inc., uma fabricante de computadores. Membro do Partido Republicano, Chuck foi eleito para o Senado em 1996. Em 2002 foi reeleito e anunciou sua aposentadoria em 2008.
Em 7 de janeiro de 2013, o então presidente dos Estados Unidos, Barack Obama, nomeou Chuck Hagel para a função de Secretário de Defesa. Em 12 de fevereiro, o Comitê do Senado para as Forças Armadas aprovou a sua nomeação por 14 votos a 11. Em 26 de fevereiro, a câmara do Senado aprovou e confirmou Hagel para a posição por 58 votos a favor e 41 contra. Ele assumiu o cargo no dia seguinte, logo após o seu predecessor, Leon Panetta, formalmente renunciar.
No cargo de Secretário de defesa, enfrentou uma pequena crise com a Coreia do Norte. Em maio de 2013, iniciou uma viagem pela Ásia para reafirmar as alianças militares americanas na região.
Em 27 de agosto de 2013, Hagel disse a rede de notícias britânica BBC que os Estados Unidos estavam prontos para lançar ataques contra alvos militares na Síria, se o presidente ordenasse, mas nenhuma intervenção militar acabou acontecendo naquele momento. Contudo, em agosto de 2014, sob a supervisão de Chuck, as forças armadas americanas lançaram uma operação militar na Síria e no Iraque, visando combater o grupo extremista chamado Estado Islâmico do Iraque e do Levante.
Em fevereiro de 2014, o secretário Hagel anunciou que o Pentágono iniciaria uma série de cortes no orçamento de Defesa que significaria uma redução nas Forças Armadas dos Estados Unidos, trazendo-as, em termos de número de tropas e equipamentos, ao menor nível desde o período pré Segunda Guerra Mundial. Em novembro do mesmo ano ele anunciou que renunciaria ao cargo de Secretário de Defesa, sendo substituído pelo democrata Ashton Carter em fevereiro de 2015.